# Kostroševci
Kostroševci (cyr. Кострошевци) – wieś w Serbii, w okręgu pczyńskim, w gminie Surdulica. W 2011 roku liczyła 55 mieszkańców.